# Bruno Detassis
Bruno Detassis (* 24. Juni 1910 in Trient; † 8. Mai 2008 in Madonna di Campiglio), genannt „König der Brenta“, war ein italienischer Bergsteiger und Bergführer und langjähriger Hüttenwirt der Brentei-Hütte in der Brenta.
Bruno Detassis stammt aus einer Trienter Arbeiterfamilie. Sein Vater war ein ranghoher lokaler Gewerkschaftsfunktionär. Detassis begann früh zu klettern, bereits mit 15 Jahren stand er zum ersten Mal auf dem Campanile Basso, den er in seinem Leben über 180 mal besteigen sollte. Als Kletterer bekannt wurde er 1932 mit der direkten Route durch die Südostwand der Paganella.
Weitere Erstbegehungen:
- Nordostwand der Cima Brenta Alta (VI), Via Trento, 1934 mit Enrico Giordani und Ulisse Battistata.
- Nordostwand des Crozzon di Brenta (VI-), Via delle Guide, 1935 mit Giordani
- Südwestwand der Nordwestspitze des Croz dell’Altissimo (V+, einige Stellen VI), 1936 mit Giordani
- Rechter Ostpfeiler der Cima Tosa (V, einige Stellen VI), 1937, mit Giorgio Graffer
- Via Canna d’Organo auf den Piccolo Dain im Valle Sarca, 1938, mit Rizieri Costazza

Detassis eröffnete über 200 Routen in der Brenta, Pala, der Sella und in anderen Dolomiten-Gruppen, oft zusammen mit Ettore Castiglioni, mit dem ihn eine tiefe Freundschaft verband. Detassis war einer der prägenden Bergsteiger der 1930er Jahre in den Dolomiten.
Im Zweiten Weltkrieg bildete Detassis in der Militärschule der Alpini im Aostatal Bergführer aus, ehe er 1943 als Kriegsgefangener nach Deutschland deportiert wurde.
Nach dem Krieg wurde er 1949 Hüttenwirt der Schutzhütte Maria e Alberto ai Brentei in der Brenta und blieb dies jahrzehntelang. Er beteiligte sich führend am Bau des Bocchetteweges. 1957/58 leitete er die erste Trentiner Expedition nach Patagonien, die an der Besteigung des Cerro Torre von der Ostseite her scheiterte.
Bruno Detassis war Ehrenmitglied des Trento Filmfestivals.